# Ghiacciaio nero

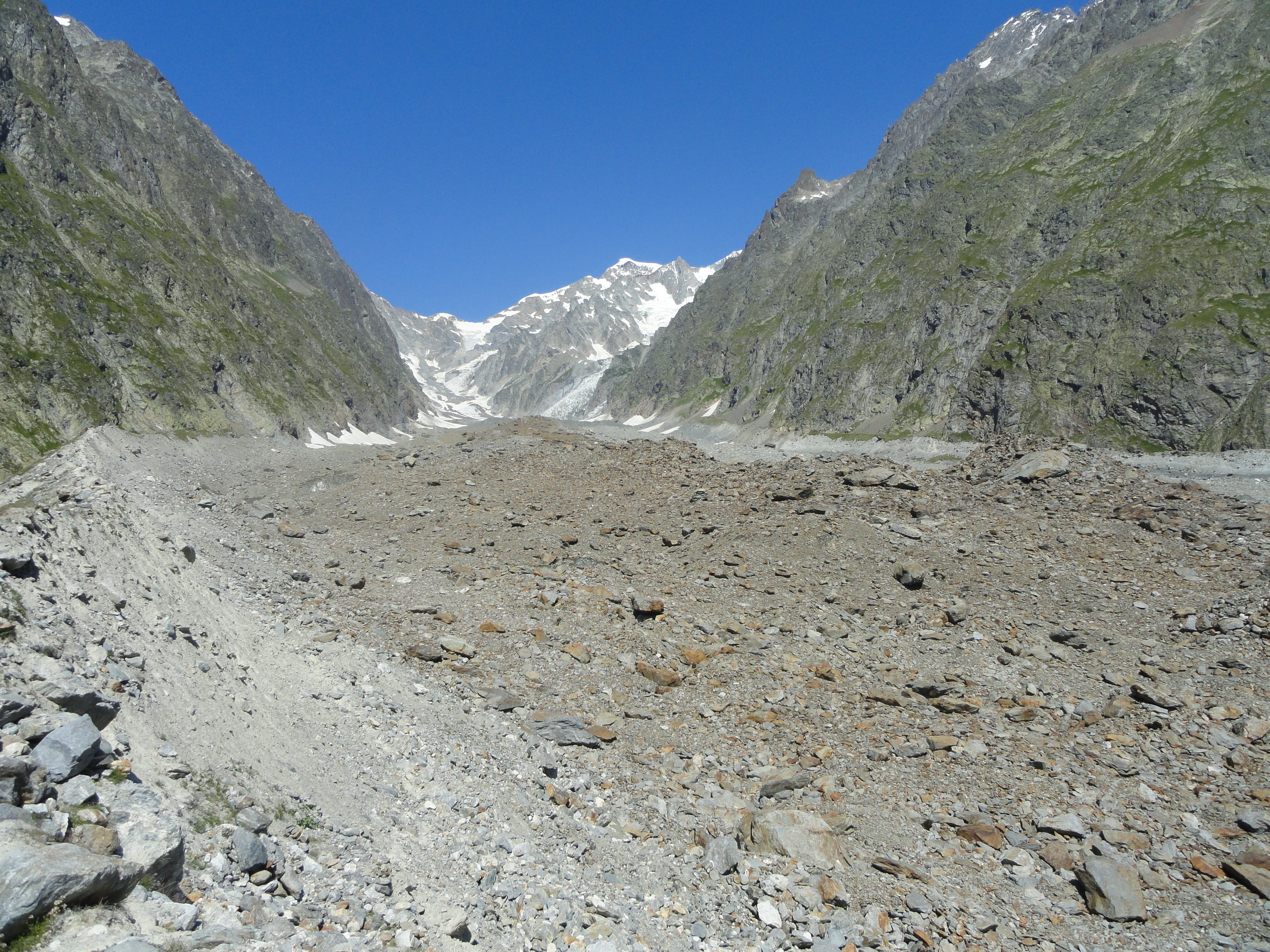
Il ghiacciaio del Miage, esempio di un ghiacciaio nero

In glaciologia il termine ghiacciaio nero è utilizzato per indicare un ghiacciaio che veda la maggior parte (ovvero più del 50%) del bacino di ablazione coperta di detriti rocciosi di varia granulometria e spessore (in accordo alla definizione introdotta da Benn and Evans, 2010). Nell'accezione internazionale un ghiacciaio che ha questa caratteristica si chiama debris covered glacier. 

## Diffusione
Questo tipo di ghiacciaio è particolarmente diffuso nelle grandi catene montuose dell'Asia (Pamir, Tien Shan, Karakorum e Himalaya) e in Nuova Zelanda. Anche sulle Alpi questa tipologia glaciale si sta diffondendo a seguito del processi di deglaciazione in atto con i mutamenti climatici e del parallelo aumentare dell'instabilità dei versanti e della degradazione fisica delle rocce incassanti (si veda Diolaiuti et al., 2003a;b; 2009; Caccianiga et al., 2011).
Il ghiacciaio nero più esteso delle Alpi italiane è il Ghiacciaio del Miage, nel gruppo del Monte Bianco (Valle d'Aosta), che vede poco meno di 5 km² della sua lingua di ablazione ammantati da detrito roccioso con spessori da metrici a centimetrici. Il ghiacciaio, coperto da detrito dai 1800 m della fronte sino ad oltre 2400 m di quota è stato oggetto di diversi studi recenti volti a caratterizzarne la copertura detritica (conseguente soprattutto ai frequenti crolli in roccia delle pareti incassanti accentuati dai processi di degradazione fisica quali crioclastismo e termoclastismo, si veda Deline, 2005; Mihalcea et al., 2008) e a descrivere tutti quei processi e fenomeni influenzati dalla presenza del detrito sopraglaciale. Tra questi la fusione del ghiaccio che grazie alla copertura detritica vede una estrema variabilità a parità di quota (Smiraglia et al., 2000; Thompson et al., 2000; Diolaiuti et al., 2006; Borck et al., 2010). Va infatti considerato che il detrito roccioso se presente in spessore superiore a quello definito "critico" (sensu Mattson and Gardner, 1989) è in grado di limitare intensità e velocità dell'ablazione, in caso contrario (ovvero se lo spessore del detrito è inferiore al valore critico da determinare sperimentalmente su ciascun ghiacciaio nero studiato e dipendente da litologia, porosità e granulometria) la fusione avviene molto più rapidamente (si veda Mihalcea et al., 2006). Quando il detrito sopraglaciale è sufficientemente stabile è possibile che esso costituisca anche un substrato per lo sviluppo di comunità animali e vegetali (si veda Gobbi et al., 2011; Pelfini et al., 2007; Caccianiga et al., 2011).
Altri ghiacciai neri delle Alpi italiane sono il Ghiacciaio del Belvedere (Gruppo del Monte Rosa, Piemonte), il Ghiacciaio del Venerocolo (Gruppo dell'Adamello, Lombardia), e il Ghiacciaio del Calderone (Appennino abruzzese). Sino al 2004 poteva anche venire annoverato in questa categoria il ghiacciaio della Brenva, ma dall'estate 2004 la lingua coperta da detriti si è staccata dal resto del corpo glaciale ed oggi costituisce un lembo isolato di ghiaccio relitto coperto da detrito (Cerrutti, 2005; D'Agata and Zanutta, 2007).

### Un fenomeno in espansione
Attualmente si sta assistendo alla transizione da ghiacciai "bianchi" o "debris free" a ghiacciai neri o "debris covered" e questo processo è sicuramente conseguente alla fase di deglaciazione in atto che vede non solo la riduzione areale e volumetrica dei ghiacciai alpini, ma anche il parallelo aumentare delle porzioni di roccia emergenti dalla superfici dei ghiacciai (denominate nunatak o affioramenti rocciosi). Queste da una parte accelerano ed amplificano la frammentazione glaciale e dall'altro sono soggette a processi di alterazione e degradazione che producono detrito roccioso che andrà via via ad ammantare i nostri ghiacciai modificandone l'albedo (o riflettività) e quindi il bilancio energetico e di massa (si veda Diolaiuti et al., 2011; 2012). Un esempio della transizione in atto è il Ghiacciaio del Lys (Gruppo del Monte Rosa, Valle d'Aosta) che sta vedendo la porzione terminale della lingua di ablazione sempre più ricoperta da detrito roccioso. In questo caso non si può ancora parlare di ghiacciai neri in quanto la porzione coperta è inferiore alla metà della lingua di ablazione ma è comunque possibile apprezzare processi e forme tipici dei ghiacciai neri in senso stretto.
I ghiacciai neri pertanto a seguito del cambiamento climatico e dei fenomeni da questo innescati sono destinati ad aumentare numericamente e sono testimoni della fase di degradazione dei nostri ghiacciai.
In Himalaya e Karakorum queste morfologie sono già presenti e molto diffuse. Questo è dovuto al fatto che qui si trovano le più alte montagne del Pianeta che presentano grandi pareti rocciose esposte ai processi di degradazione fisica e quindi predisposte a fornire abbondanti quantità di detrito.